# 볼스피라미드
볼스피라미드 (Ball's Pyramid)는 태평양의 오스트레일리아령 로드하우섬에서 동남쪽으로 20km 떨어진 지점에 위치한 작은 섬이다. 지금으로부터 640만 년 전에 형성된 순상화산과 칼데라가 침식되어 남은 지형으로, 길이 1,100m, 너비 300m에 해발고도는 562m에 달한다. 피라미드형의 특이한 구조를 띄고 있으며, 화산 활동을 통해 형성된 것으로는 세계에서 가장 높은 시스택이기도 하다.
볼스피라미드는 해저 지반의 중심에 위치해 있으며, 지반 자체는 길이 20km, 평균폭 10km, 평균수심 50m에 달한다. 또 로드하우섬이 있는 지반과는 깊이 500m의 해저협곡이 지나가 갈라져 있다. 섬의 지형 자체가 가파르고 험한데다 주변 바다마저 워낙 거친 탓에 쉽게 접근하긴 어렵다. 오스트레일리아 정부가 지정한 로드하우 아일랜드 해양공원에 속해 있으며, 1982년 로드하우섬과 함께 유네스코 세계자연유산으로 등재되기도 하였다.

## 역사

### 발견

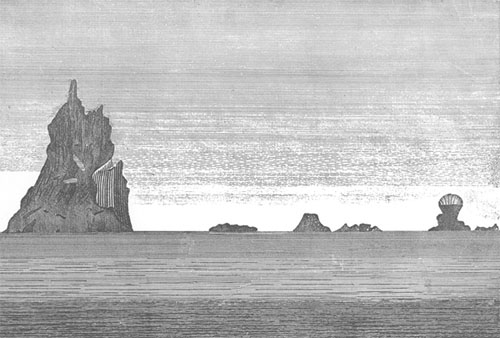
아서 필립의 저서에 함께 실린 일러스트

섬의 명칭은 영국 해군 소속 헨리 리드버그 볼 (Henry Lidgbird Ball) 대위의 이름에서 따왔다. 헨리 대위는 지난 1788년 이 섬을 처음 발견한 사람으로, 같은 여정에서 로드하우섬 역시 처음 발견해 보고하기도 하였다. 1789년 호주 총독으로 임명된 아서 필립은 <포트잭슨과 노퍽섬의 여러 식민지를 개척한 필립 총독의 보태니만 항해>라는 책에서 로드하우섬에 대해 적기에 앞서 볼스피라미드 인근 지역에 대해 다음과 같이 설명했다.
피라미드섬 남서쪽 방면으로 네 마일쯤 가면 있다. 피라미드섬이라는 것은 위험한 바위섬으로, 해수면 위로 약간 고개를 비추고 있으며 선박보다는 작아 보인다. 볼 대위는 두 섬 사이에 안전한 항로가 있는지 없는지 조사해볼 여지가 없었다.
발견 이후로 한동안 그 누구도 섬에 발을 들이지 않다가, 1882년 뉴사우스웨일스주 탄광부 소속 지질학자였던 헨리 윌킨슨 (Henry Wilkinson)이 처음으로 섬에 상륙한 것으로 알려져 있다.

### 등반
1962년 탐험가 딕 스미스를 비롯해 스카우트 오스트레일리아 회원들로 구성된 시드니 출신 탐험대가 섬 정상까지 등반을 시도하였으나, 5일째 되는 날에 식량과 식수가 바닥나는 바람에 불가피하게 되돌아와야 했다.
그로부터 3년 뒤인 1965년 2월 14일 브라이든 앨런, 존 데이비스, 잭 페티그루, 데이비드 위덤으로 이뤄진 '시드니 락 클라이밍 클럽'이 처음으로 등정에 성공하였다. 그 다음날에는 뉴질랜드 출신의 잭 힐이 잭 페티그루와 함께 정상에 올랐다. 이밖에도 등반 보조팀원으로 돈 윌콕스, 벤 샌딜랜드가 있었다고 전해진다.
1979년 딕 스미스가 등산가 존 워럴, 휴 워드와 함께 다시 한번 볼스피라미드를 찾았다. 이들 세 명은 정상에 무사히 도달했고, 당시 뉴사우스웨일스 주지사였던 네빌 랜 (Neville Wran)으로부터 받은 뉴사우스웨일스주 깃발을 펼치며 이곳이 오스트레일리아령임을 선포했다. 이는 이전까지 하지 않은 것으로 보이는 의례적 퍼포먼스였다.
1982년 로드하우섬 법 조항에 따라 볼스피라미드의 등반이 금지되었으며 1986년에는 로드하우섬 위원회의 결의에 따라 볼스피라미드 섬 자체도 접근을 금지하게 되었다. 그러다 1990년 관련 정책이 완화되어 엄격한 절차 내에서 등반을 조금씩 허가하게 되었고, 오늘날에는 관련 주정부 부처에 신청을 문의해야 한다.

## 같이 보기
- 소후 암
- 로칼섬

## 추가 문헌
- Hutton, Ian (1998). 《The Australian Geographic Book of Lord Howe Island》. Australian Geographic. ISBN 1-876276-27-4.
- "Rock of Ages" - 호주 방송국 ABC의 <Australian Story> 에피소드. 2005년 4월 11일 방영.